# Federazione Alpinistica Ticinese
Die Federazione Alpinistica Ticinese (FAT) ist der Dachverband der Tessiner Alpenvereine.

## Geschichte
Die FAT wurde am 31. Oktober 1965 gegründet. Sie besteht aus sechzehn Tessiner Sektionen mit unterschiedlichen Namen, 29 Hütten und rund 8000 Mitgliedern. Darunter die Sektionen der Unione Ticinese Operai Escursionisti (UTOE), der Società Alpinistica Ticinese (SAT) und der Società Escursionistica Verzaschese (SEV).
Der FAT fördert das Wandern und Bergsteigen insbesondere bei der Jugend sowie das Wissen und den Schutz der Alpenwelt. Dabei arbeitet er mit Verbänden wie den drei Tessiner Sektionen des Schweizer Alpen-Clubs (SAC Ticino, SAC Bellinzona e Valli, SAC Locarno) zusammen, die ähnliche Ziele verfolgen. Er organisiert Schulungen für Wander- und Tourenleiter und unterstützt die Sektionen beim Kauf von Sicherheitsausrüstung.
Zum FAT gehören verschiedene Vereine mit Berghütten, mit denen er die Aktivität und das Gegenrecht auf Hütten der Tessiner Gebirge regelt.
Die Zeitung «L’alpinista ticinese» wurde 1959 gegründet um den Zusammenhalt der verschiedenen im Tessin ansässigen Alpenvereine zu stärken.

## Hütten
Im Kanton Tessin befinden sich (Stand 2018) 77 Berghütten (Capanne) mit insgesamt 2370 Schlafplätzen und jährlich 47813 Übernachtungen (Hütten aufgeteilt nach Tälern: Leventina 14, Blenio 13, Verzasca 10, Maggia 13, Onsernone 4, Locarnese 2, Riviera 5, Bellinzonese 7, Sottoceneri 6, Mesolcina/Calanca 3). Sie gehören folgenden Organisationen: FAT 30, SAC 11, Patriziati (Ortsbürgergemeinden) 23 und Verschiedene 13.
Sie beschäftigen in Teilzeitarbeit (vier Monate im Sommer) rund 100 Personen. Die neun grössten Hütten haben zwischen 120 (Cadlimohütte) und 56 Schlafplätze. Im Sommer sind 42 Hütten bewartet und 35 Selbstversorgerhütten. Von den im Winter offenen Hütten sind 9 bewartet und 5 unbewartet.
Neben den Berghütten gibt es rund 125 kleinere Schutzhütten (Rifugi) mit 2 bis 10 Plätzen.

### Hüttenliste
Verzweigt auf die GeoHack-Seite. Anhand der hinterlegten Koordinaten können diverse externe Kartendienste aufgerufen werden.

   Externer Link auf die Seite der Hütte beim SAC.

   Externer Link auf die Seite der Hütte bei den FAT Sektionen.
| Bild                      | Lage Hüttenlinks | Name                      | Eigentümer                                | Höhe m ü. M. |
| ------------------------- | ---------------- | ------------------------- | ----------------------------------------- | ------------ |
| Adulahütte UTOE           | \|               | Adulahütte UTOE           | UTOE – Bellinzona                         | 2394         |
| Rifugio Al Legn           | \|               | Rifugio Al Legn           | AMB – Amici della Montagna di Brissago    | 1785         |
| Capanna Albagno           | \|               | Capanna Albagno           | UTOE – Bellinzona                         | 1870         |
| Capanna Barone            | \|               | Capanna Barone            | SEV                                       | 2172         |
| Capanna Borgna            | \|               | Capanna Borgna            | SEV                                       | 1912         |
| Capanna Bovarina          | \|               | Capanna Bovarina          | UTOE – Bellinzona                         | 1870         |
| Capanna Brogoldone        | \|               | Capanna Brogoldone        | Associazione Amici Capanna Brogoldone     | 1910         |
| Capanna Cadagno           | \|               | Capanna Cadagno           | SAT – Ritom                               | 1987         |
| Capanna Cava              | \|               | Capanna Cava              | UTOE – Biasca                             | 2066         |
| Capanna Cògnora           | \|               | Capanna Cògnora           | SEV                                       | 1938         |
| Capanna Cornavosa         | \|               | Capanna Cornavosa         | SEV                                       | 1991         |
| Capanna Dötra             | \|               | Capanna Dötra             | SAT – Lucomagno                           | 1748         |
| Capanna d’Efra            | \|               | Capanna d’Efra            | SEV                                       | 2039         |
| Rifugio Fiorasca          | \|               | Rifugio Fiorasca          | SAV                                       | 2086         |
| Rifugio Gana Rossa        | \|               | Rifugio Gana Rossa        | UTOE – Pizzo Molare, Faido                | 2270         |
| Rifugio Garzonera         | \|               | Rifugio Garzonera         | SAT – Ritom                               | 1973         |
| Capanna Gesero            | \|               | Capanna Gesero            | UTOE – Bellinzona                         | 2003         |
| Capanna Gorda             | \|               | Capanna Gorda             | SANDA – Società Alpinistica Nido d’Aquila | 1800         |
| Capanna Grossalp          | \|               | Capanna Grossalp          | UTOE – Locarno                            | 1907         |
| Capanna Leìt              | \|               | Capanna Leìt              | SAT – Mendrisio                           | 2257         |
| Capanna Pairolo           | \|               | Capanna Pairolo           | SAT – Lugano                              | 1347         |
| Capanna Pian d’Alpe       | \|               | Capanna Pian d’Alpe       | UTOE – Biasca                             | 1764         |
| Rifugio Pian di Crest     | \|               | Rifugio Pian di Crest     | SAV                                       | 2108         |
| Capanna Poncione di Braga | \|               | Capanna Poncione di Braga | UTOE – Locarno                            | 2000         |
| Capanna Prodör            | \|               | Capanna Prodör            | UTOE – Pizzo Molare, Faido                | 1740         |
| Quarneihütte              | \|               | Quarneihütte              | SABB – Società Alpinistica Bassa Blenio   | 2107         |
| Capanna Alpe Salei        | \|               | Capanna Alpe Salei        | Patriziato di Comologno                   | 1777         |
| Scalettahütte             | \|               | Scalettahütte             | SAT – Lucomagno                           | 2205         |
| Capanna Sovèltra          | \|               | Capanna Sovèltra          | SAV                                       | 1534         |
| Rifugio Alpe Sponda       | \|               | Rifugio Alpe Sponda       | SAT – Chiasso                             | 1997         |
| Capanna Tamaro            | \|               | Capanna Tamaro            | UTOE – Bellinzona                         | 1867         |

- Karte mit allen Koordinaten:
- OSM |
- WikiMap